# Pečárka

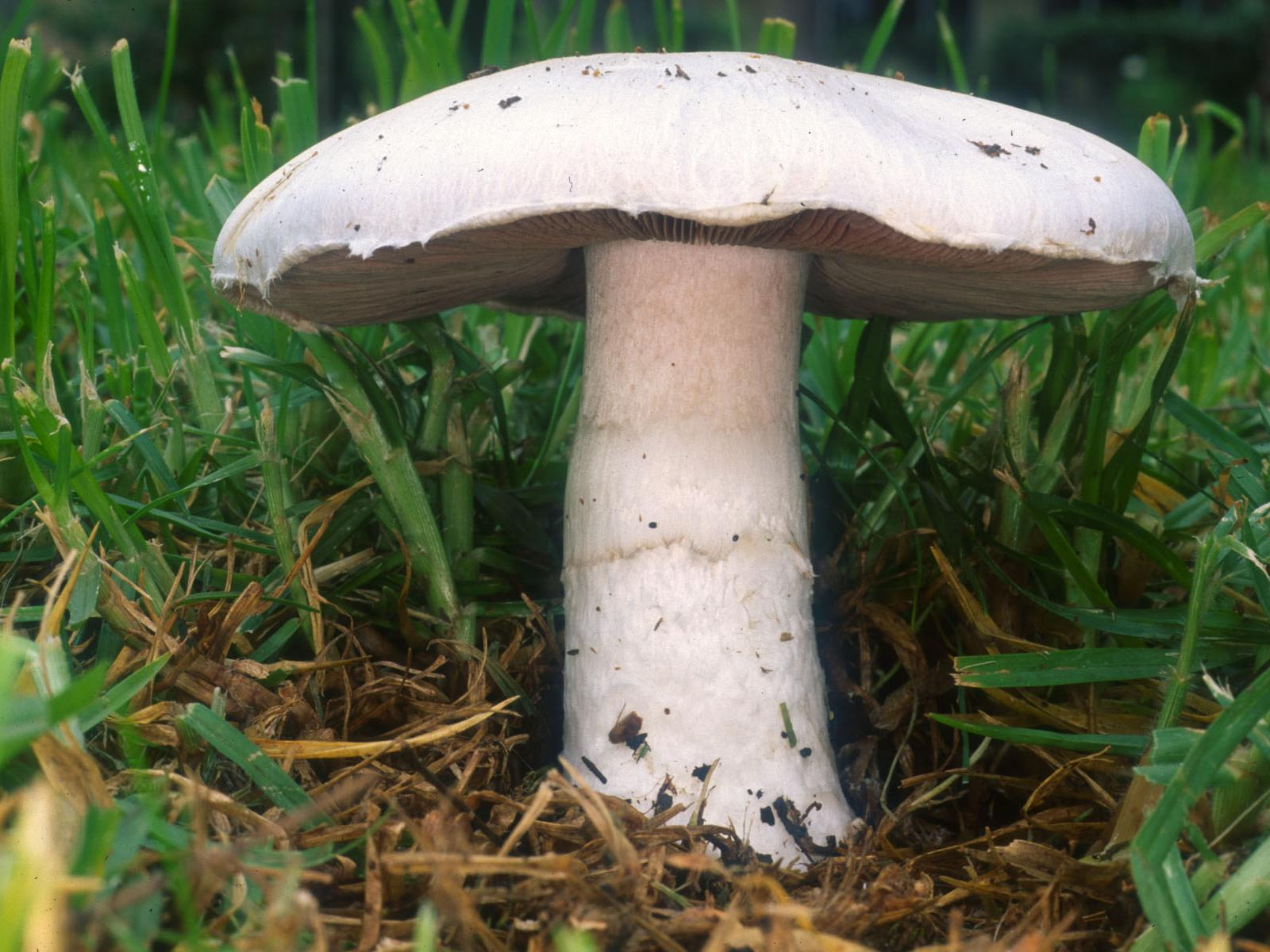
Pečárka polní

Pečárka (Agaricus) je rod stopkovýtrusných hub, většinou jedlých a chutných. V neodborném prostředí se běžně označují jako žampiony. Dříve se žampionu říkalo uhelka, úhelka, cikánka nebo jen houba, dále také pečurka, couralka nebo zemanka.

## Některé druhy
- Pečárka Bohusova
- Pečárka císařská
- Pečárka dvouvýtrusá – pěstovaná
- Pečárka lesní
- Pečárka opásaná
- Pečárka polní
- Pečárka ovčí – žampion
- Pečárka zápašná – páchne po fenolu, nejedlá